# Charles Fauvety
Charles Fauvety, né le 9 août 1813 à Uzès, mort le 11 février 1894 à Asnières-sur-Seine est un journaliste et un philosophe français.

## Biographie
Jean Charles Fauvety naît le 9 août 1813 à Uzès, dans le Gard. Il est le fils de Jean David Fauvety, propriétaire, et de son épouse, Louise Olive. 
Issue du protestantisme libéral, sa famille, protestante cévenole, a émigré en Suisse avant de revenir en France avant la Révolution. Son grand-père a été juré au tribunal révolutionnaire de Paris, avant de présider celui d'Orange, puis d’être guillotiné comme robespierriste, victime de la réaction consécutive à la chute de Robespierre. Son propre père a dû se cacher, pendant quatre ans, avec sa femme et son enfant, dans les montagnes des Cévennes, pendant la Terreur blanche, avant de pouvoir revenir s’installer comme propriétaire foncier près d’Uzès et de jouir d'une relative aisance dans le textile.
Pendant ses études, effectuées au collège Sainte-Barbe à Paris, Charles Fauvety est arrêté par les gendarmes de Charles X pendant les événements de 1830. Gérant un commerce de bonneterie, il abandonne celui-ci à un beau-frère, en 1845, pour se consacrer à la philosophie et la politique. Devenu saint-simonien, après avoir entendu une conférence de Saint-Simon, salle Taitbout, en 1830, il s’en éloigne presque aussitôt, opposé à l’industrialisme théocratique du Père Enfantin. Passé au fouriérisme, il est néanmoins en désaccord avec la physiologie des passions. Il côtoie aussi les cabétistes, sans pour autant être convaincu par le communisme icarien.
Il fonde alors la « Religion laïque », qui se fixait pour but de rechercher une harmonie entre la religion et la raison, en ne gardant Dieu que dans un sens panthéiste et l’immortalité de l’âme que comme une probabilité.
Il a participé à la création d’organes de presse sans lendemain. En 1845, c’est La Vérité sur toutes choses, revue mensuelle fondée avec l’occultiste Éliphas Lévi, qui ne parut que pendant quatre mois. En 1847, il réitère, avec la fondation, avec l’humoriste ex saint-simonien ex-fouriériste Jules Viard, du journal Le Représentant du peuple, bientôt interrompu par la Révolution. En 1855, il crée la Revue philosophique mensuelle, à laquelle participera la féministe révolutionnaire Jenny d'Héricourt. Président de la Société scientifique d’études psychologiques, il était l’éditeur de son Bulletin mensuel. Il a également collaboré à la revue bimestrielle de critique religieuse, politique et sociale italienne d’inspiration janséniste, fondée en 1854 à Turin par le Père Franchi, La Ragione.
Franc-maçon, il est initié dans une loge du rite de Misraïm en 1847, mais il apparait comme peu actif dans cet atelier. En 1858, sur les conseils de son ami Pierre Riche-Gardon, il rejoint la loge parisienne « La Renaissance par les émules d'Hiram » dans laquelle il est officier. Élu vénérable en 1860, il fait partie des opposants vindicatifs au grand-maître Lucien Murat jusqu'à l'obtention de son départ. Il est élu au conseil de l'ordre en même temps que le Maréchal Magnan, fonction qu'il conserve jusqu'en 1867,.

### Vie privée
Il épouse le 13 décembre 1864, à la mairie du 2e arrondissement de Paris, Fortunée Gariot, dite Mademoiselle Maxime (1805-1887), ancienne tragédienne et pensionnaire à la Comédie-Française. 

## Publications
- Organisation communale et centrale de la République, 1851.
- Philosophie maçonnique, 1862.
- Catéchisme à l’usage de l’aspirant à l’initiation, 1862.
- Critique de la morale indépendante, épître à Massol, 1865.
- Catéchisme philosophique de la religion universelle, 1874.
- La Religion laïque, 1887.
- Théonomie : démonstration scientifique de l'existence de Dieu, 1894.
- Règne de l'esprit pur, 1896.